# مزایده بلادرنگ
مزایده بلادرنگ به این معنی است که از طریق آن، یک منبع تبلیغات بر اساس تعداد بازدید و به کمک حراج لحظه‌ای برنامه‌ریزی شده همچون بازارهای مالی، خرید و فروش می‌شود. با مزایده بلادرنگ، خریداران تبلیغ، یک پیشنهاد بر روی نمایش دادن یک تبلیغ قرار می‌دهند و در صورت برنده شدن، آگهی خریدار بلافاصله در سایت ناشر نمایش داده می‌شود. مزایده بلادرنگ با اعطای دسترسی کاربر به تعداد زیادی شبکه‌های مختلف، اجازه دادن به آن‌ها برای ایجاد و راه‌اندازی کمپین‌های تبلیغاتی، اولویت دادن به شبکه‌ها و اختصاص درصد موجودی‌های ناموفق که به عنوان پشتوانه شناخته می‌شوند، به شما امکان می‌دهد تبلیغاتی را از چندین شبکه تبلیغاتی مدیریت و بهینه‌سازی کنید.
مزایده بلادرنگ با مزایده‌های استاتیک تفکیک‌پذیر است؛ زیرا این مزایده‌ها چندین هزار نمایش تبلیغ را به صورت یک‌جا به فروش می‌رساند. ولی مزایده در بلادرنگ هر نمایش به صورت تکی به مزایده گذاشته می‌شود. RTB هم برای ناشر و هم برای خریدار بهتر از مزایده‌های استاتیک است. هر چند نتایج بسته به شرایط می‌تواند متفاوت باشد. RTB جایگزین مدل سنتی فروش شد و هم ناشران و هم تبلیغ کنندگان را قادر ساخت تا آگهی‌های درست را برای کاربران مناسب بر اساس داده‌های بلادرنگ قرار دهند.
تحقیقات نشان می‌دهد که هزینه تبلیغاتی دیجیتال بلادرنگ در ایالات متحده در مقایسه با ۶٫۳ میلیارد دلار در سال ۲۰۱۴، در سال ۲۰۱۸ به ۲۳٫۵ میلیارد دلار خواهد رسید.

## چگونگی کار
یک معامله معمولی با یک بازدید از یک وب‌سایت آغاز می‌شود. این باعث درخواست یک پیشنهاد می‌شود، که می‌تواند شامل قطعات مختلف داده از قبیل اطلاعات جمعیتی کاربر، سابقه مرورگر، مکان و صفحه بارگذاری شده باشد. درخواست از ناشر به معامله‌گر آگهی می‌رود و او اطلاعات همراه آن را، به چند تبلیغ‌کننده ارسال می‌کند و آن‌ها پیشنهادهای خود را به صورت خودکار برای نمایش تبلیغ‌شان ارائه می‌دهند. نمایش آگهی به بالاترین قیمت به فروش می‌رسد. تبلیغ آن خریدار، در صفحه به نمایش می‌آید. این روند برای هر برش زمانی آگهی در صفحه تکرار می‌شود. معاملات واقعی معمولاً در عرض ۱۰۰ میلی ثانیه (شامل دریافت پیشنهاد تبلیغ و نمایش تبلیغ) از زمانی که معامله‌گر آگهی درخواست را دریافت می‌کند، اتفاق می‌افتد.
پیشنهاد قیمت، اتفاقی صورت می‌گیرد و تبلیغ کنندگان حداکثر پیشنهادات و بودجه برای یک کمپین تبلیغاتی را تعیین می‌کنند. معیارهای پیشنهاد برای انواع خاصی از مصرف‌کنندگان با در نظر گرفتن همه چیز از پروفایل‌های بسیار دقیق رفتاری گرفته تا داده‌های تبدیل، می‌تواند بسیار پیچیده باشد. مدل‌های احتمالاتی را می‌توان برای تعیین احتمال یک کلیک با توجه به داده‌های تاریخچه مرورگر کاربر استفاده کرد. این احتمال را می‌توان برای تعیین اندازه پیشنهاد برای یک برش زمانی تبلیغاتی مورد استفاده قرار داد.

### سیستم‌های سمت تقاضا(DSP)
سیستم‌های سمت تقاضا (DSP) به خریداران دسترسی مستقیم RTB به چندین منبع موجودی را می‌دهند. آن‌ها عموماً عملیات تبلیغاتی را با برنامه‌هایی ساده می‌کنند، که جریان کار و گزارش را ساده می‌کنند. تکنولوژی که معامله‌گر آگهی را فراهم می‌کند نیز می‌تواند پایه‌ای برای DSP فراهم کند و امکان همکاری بین کمپین‌های تبلیغاتی را فراهم کند.

### سیستم‌های سمت تامین‌کننده(SSP)
ناشران بزرگ اغلب شبکه‌های تبلیغاتی متعددی را مدیریت می‌کنند و از سیستم‌های سمت تأمین‌کننده (SSP) برای مدیریت عملکرد تبلیغات استفاده می‌کنند. سیستم‌های سمت تأمین‌کننده، از داده‌های تولید شده برای پیشنهاد قیمت با استفاده از سطح‌بندی نمایش برای کمک به کمپین‌های تبلیغاتی استفاده می‌کنند. برنامه‌های کاربردی برای مدیریت عملیات تبلیغاتی اغلب به SSPها اضافه می‌شوند. فناوری SSP با فناوری معامله‌گر آگهی سازگار است.

### چالش‌های پیاده‌سازی بر روی تلفن همراه
مشخص کردن تاریخچه مرورگر در دستگاه‌های تلفن همراه سخت‌تر است. این به خاطر محدودیت‌های فنی که به دلیل جلوگیری از امکان ردیابی در گوشی‌های هوشمند و تبلت‌ها قرارداده شده، است. فقدان یک جایگزین کوکی جهانی برای مرورگر وب موبایل نیز رشد و امکان‌پذیر بودن خرید آگهی را محدود می‌کند. همچنین مزایده بلادرنگ برای تلفن همراه دارای استانداردهای جهانی نیست.